# 陶氏琴譜
《陶氏琴譜》，古琴谱。陶鴻逵撰辑。撰刊年代明代，时间不详。

## 琴谱简介
现存版本为中央音乐学院民族音乐研究所藏，據版本知为明刻本，不分卷，陶鴻逵传谱，李敏选訂。谱前有李敏序文，序后为凡例、指法及谱目。谱后有李懋跋。谱内计收九曲。